# ルナ5号
ルナ5号（ロシア語：Луна-5、ラテン文字表記の例：Luna 5）は、ソビエト連邦が打上げた無人月探査機である。世界初の月面への軟着陸を目指したが、減速が不十分であったため衝突して失敗に終わった。

## 概要
詳細は同型機のルナ9号を参照
ルナ5号構造は、着陸機と、着陸機を月面まで送り届ける飛行ステージとに分かれていた。飛行ステージは着陸前に探査機全体を減速するための逆噴射ロケットを備えていた。着陸寸前に2つのユニットは分離され、着陸機のみエアバッグで着陸を行う計画であった。
1965年5月9日、ルナ5号はモルニヤロケットによってバイコヌール宇宙基地より打上げられた。探査機は一度地球を周回する宇宙待機軌道に投入され、続いてに月へ向かう軌道に乗った。飛行は順調に進んだが、探査機を減速する逆噴射ロケットが故障し、探査機は月面に激突した。計画は失敗に終わった。衝突地点は雲の海。
ソ連はアメリカより先に月面軟着陸を成功させようと探査機を飛ばしていたが、1963年 - 1965年頃に打上げられたものは、その多くが失敗した。ルナ5号もその中の1機であった。